# De fetisj
De fetisj is het 7de stripalbum uit de reeks Steven Sterk. Het scenario voor dit verhaal komt van Peyo en Albert Blesteau. Blesteau tekende het verhaal ook. Het is het laatste album van Steven Sterk waaraan Peyo meewerkte.

## Verhaal
Een zekere mevrouw Demonia vraagt circusbaas Bodoni (zie Circus Bodoni) waar Steven Sterk woont. Samen met haar twee helpers zoekt ze hem. Ze sleuren hem de auto in en vragen hem iets te stelen uit een museum. Steven weigert en loopt kwaad weg.
Demonia wil Steven ompraten, maar daarvoor moet hij zijn kracht verliezen. Ze weet van Bodoni dat dat gebeurt als hij verkouden wordt, dus stuurt ze haar twee handlangers op pad om hem verkouden te maken. Ze proberen hem koud en nat te maken en stelen zelfs een proefbuisje met het verkoudheidsvirus uit een laboratorium. Het hele dorp wordt ziek, behalve Steven. Na koude rillingen te hebben gekregen na het zien van een skelet, krijgt Steven alsnog een verkoudheid. Demonia laat de jongen terstond ontvoeren.
Steven maakt duidelijk dat de boeven niets aan hem hebben zolang hij verkouden is. Demonia bedenkt een ander plan: inspelen op Stevens emoties. Op haar zolder ligt een zekere kolonel Bradstone. Ze spuit de man in met een middel dat hem tijdelijk gek maakt. Nadien maakt ze Steven wijs dat de man enkel kan genezen worden met een fetisj uit het museum. Steven stemt toe het beeldje te stelen, maar moet wachten tot hij genezen is. Ze gaan opnieuw naar het laboratorium, deze keer om een geneesmiddel te vinden. De wetenschappers slagen erin om hem te genezen.
Die nacht breekt Steven in. Hij steelt het beeldje en geeft het aan de bende van Demonia. Demonia heeft echter gemene plannen met het beeldje: ze laat van vijf rijke mensen iets stelen. Door die voorwerpen met een spijker op de fetisj te prikken, krijgen de eigenaars een vreemde huidziekte. Demonia belooft de mensen te genezen voor een flinke som geld.
Terwijl Demonia de eerste patiënten geneest door de spijkers te verwijderen, gaat Steven een kijkje nemen bij de kolonel. Die is terug bij zinnen en legt Steven uit dat hij de fetisj ooit bezat en aan een tentoonstelling gaf. Hij werd echter ziek en werd in het ziekenhuis geholpen door verpleegster Demonia. Hij deed het verhaal over de toverkracht van de fetisj. Zij wilde het beeldje misbruiken en ontvoerde de kolonel.
Steven bevrijdt de kolonel en gaat op zoek naar Demonia. Hij vindt haar twee handlangers, die hem na een pak rammel vertellen waar Demonia is. Steven gaat haar achterna en gooit de fetisj in het vuur. Er zat echter nog één spijker in de fetisj: het laatste slachtoffer zal nooit meer genezen. Steven troost zich met de gedachte dat het een wapenhandelaar is.
Demonia en haar twee handlangers vluchten, maar worden gehinderd door een lekke band: er zit een spijker in.